# Frating
Frating – wieś i civil parish w Anglii, w hrabstwie Essex, w dystrykcie Tendring. Leży 40 km na wschód od miasta Chelmsford i 89 km na północny wschód od Londynu. W 2011 roku civil parish liczyła 537 mieszkańców. Frating jest wspomniana w Domesday Book (1086) jako Fratinga/Fretinga.